# هریستو شاپوف
هریستو شاپوف (بلغاری: Христо Наумов Шопов؛ زادهٔ ۴ ژانویهٔ ۱۹۶۴) بازیگر اهل بلغارستان است.
از فیلم‌ها یا برنامه‌های تلویزیونی که وی در آن نقش داشته است، می‌توان به کربلا، مصائب مسیح، مزرعه چکاوک‌ها، هویت دوگانه، بارباروسا و شکست‌ناپذیر ۳: رستگاری اشاره کرد.